# Argentina kagoshimae
Argentina kagoshimae es un pez marino actinopterigio.

## Distribución y hábitat
Habita en aguas templadas como las del Océano Pacífico; en la zona Sur de Japón y Taiwán. Suele encontrarse a 225-385 metros en el fondo marino.